# Aulonosoma tenebrioides
Aulonosoma tenebrioides is een keversoort uit de familie Passandridae. De wetenschappelijke naam van de soort is voor het eerst geldig gepubliceerd in 1858 door Motschulsky.